# 태어나서 미안해
"태어나서 미안해"는 2012년에 개봉한 대한민국의 영화이다.

## 캐스팅
- 임준식 : 주안  역
- 임채선 : 요다  역
- 김상호 : 덕정  역
- 천민희 : 모란  역
- 공미나 : 세류  역
- 황연희 : 화자  역
- 이재현 : 얼짱거지 역
- 젬마 : 로렐라이  역
- 이주희 : 서현  역
- 궁남경 : 전도사  역
- 문승배 : 선학 역
- 강동현 : 클럽 사장 역
- 홍희승 : 선박회사 실장  역
- 김용호 : 노래방 남자  역
- 차상민 : 노래방 사장 역
- 이주영 : DVD방 알바  역
- 김남진 : 공인중개사 역
- 박은선 : 노래하는 소녀  역
- 방영배 : 조개구이집 사장 역
- 심상재 : 노래방 알바 역
- 정재훈 : 서현의 남자 역
- 김요한  (우정출연)